# 博物宫 (摩德纳)

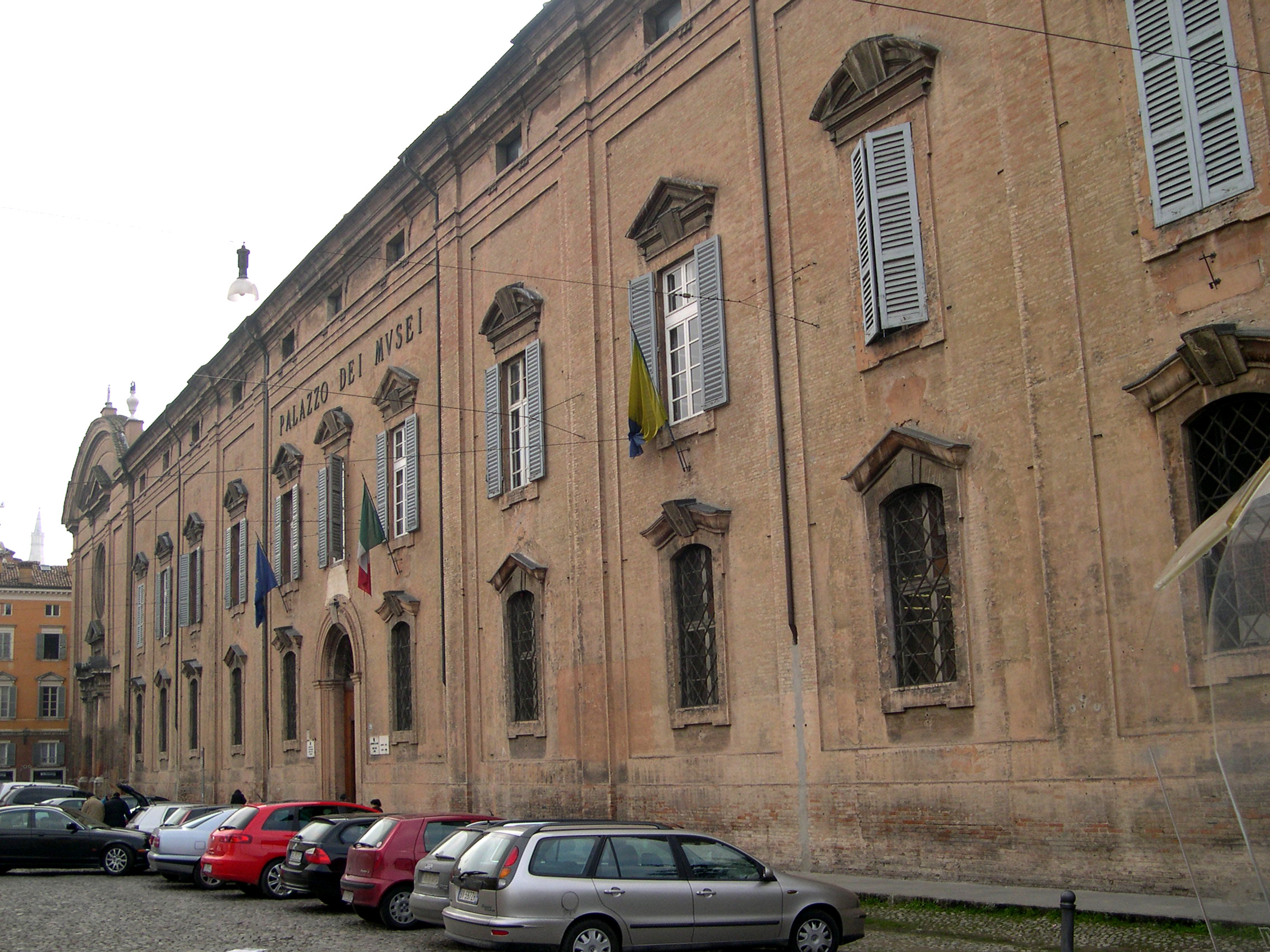

博物宫又译为穆塞伊宫（Palazzo dei Musei）是摩德纳的一栋建筑。目前设有埃斯特美术馆、市政博物馆、市历史档案馆和路易吉·波莱蒂艺术史图书馆。

## 历史
1764年，公爵法兰西斯科三世·埃斯特下令在圣奥斯定广场修建一座“穷人大旅舍”（Grande Albergo dei Poveri），用于招待来到摩德纳的朝圣者。
“穷人旅舍”由摩德纳建筑师彼得罗·特马尼尼设计，利用兵工厂和奥斯定会修道院的闲置土地。这座新建筑于1771年完工，为穷人提供生计和就业机会。1788年，法兰西斯科三世·埃斯特的继承人公爵埃尔科萊三世·埃斯特，将“大旅舍”改为“艺术旅舍”（Albergo delle Arti）。
在意大利统一之后，发起了一次签名，希望将该市不同的文化和保护机构聚集在“艺术旅舍”内。1868年，意大利政府和大公法兰西斯科五世在佛罗伦萨, 确定将埃斯特博物馆设于此，以便将摩德纳公爵宫割让给军事学校。1881年，该建筑由摩德纳市收购，在此设立路易吉·波莱蒂艺术史图书馆、市政档案馆和摩德纳市政博物馆。